# BEST -FLIGHT RECORDER III-
『BEST -FLIGHT RECORDER III-』（ベスト・フライト・レコーダー・スリー）は、日本のロックバンドLINDBERGの3枚目のベスト・アルバム。
1998年9月12日発売。発売元はテイチクのインペリアルレコードレーベル。

## 解説
結成10周年を記念にリリースされたベスト盤であり、『FLIGHT RECORDER 1989-1992 -little wing-』、『SINGLES -FLIGHT RECORDER II-』に続くFLIGHT RECORDERシリーズ第3弾。デビューから1998年までに発表したヒット曲を中心に選曲されているが、「今すぐKiss Me」から「BELIEVE IN LOVE」までの楽曲は、1992年にリリースしたベスト『FLIGHT RECORDER 1989-1992 -little wing-』のバージョンで収録されている。
半年後の1999年3月には、本作の続編として『BEST II -FLIGHT RECORDER IV-』がリリースされた。ジャケットは赤色で、続編『BEST II -FLIGHT RECORDER IV-』のジャケットが青色だが、これはビートルズの赤盤『ザ・ビートルズ1962年〜1966年』・青盤『ザ・ビートルズ1967年〜1970年』をイメージしたもので、イラストはデビルロボッツのキタイシンイチロウが手がけている。また、LINDBERGの現役時代としては、最後のオリコントップ10入り作品でもある(次回にトップ10入りしたのは、約11年後の2009年リリースの『LINDBERG XX』)。
2007年に本作の収録曲を一部入れ替えた『SUPER BEST』、2009年に『BEST II -FLIGHT RECORDER IV-』とセットになった『BEST FLIGHT』がリリースされているが、いずれもメンバー公認の作品ではない。

## 収録曲
1. 今すぐKiss Me
  - 作詞: 朝野深雪　作曲: 平川達也

2ndシングル。ベスト『FLIGHT RECORDER 1989-1992 -little wing-』のバージョン。
2. LITTLE WING-Spirit of LINDBERG-
  - 作詞: 渡瀬マキ　作曲: 川添智久

3rdアルバム『LINDBERG III』収録曲。ベスト『FLIGHT RECORDER 1989-1992 -little wing-』のバージョン。
3. Dream On 抱きしめて
  - 作詞: 朝野深雪　作曲: 平川達也

4thシングル。ベスト『FLIGHT RECORDER 1989-1992 -little wing-』のバージョン。
4. BELIEVE IN LOVE
  - 作詞: 渡瀬マキ　作曲: 川添智久

8thシングル。ベスト『FLIGHT RECORDER 1989-1992 -little wing-』のバージョン。
5. 恋をしようよ Yeah! Yeah!
  - 作詞: 渡瀬マキ　作曲: 川添智久

10thシングル。
6. Over The Top
  - 作詞: 渡瀬マキ　作曲: 小柳昌法

5thアルバム『LINDBERG V』収録曲。
7. 胸さわぎのAfter School
  - 作詞: 渡瀬マキ　作曲: 平川達也

13thシングル。
8. 会いたくて -Lover Soul-
  - 作詞: 渡瀬マキ　作曲: 川添智久

14thシングル。
9. だってそうじゃない!?
  - 作詞: 渡瀬マキ　作曲: 川添智久

16thシングル。
10. GAMBAらなくちゃね
  - 作詞: 渡瀬マキ　作曲: 小柳昌法

19thシングル。
11. きっと銀の針のような雨が
  - 作詞: 渡瀬マキ　作曲: 小柳昌法

8thアルバム『LINDBERG VIII』収録曲。
12. もっと愛しあいましょ
  - 作詞: 渡瀬マキ　作曲: 川添智久

23rdシングル。
13. 君のいちばんに…
  - 作詞: 渡瀬マキ　作曲: 川添智久

24thシングル。
14. every little thing every precious thing
  - 作詞: 渡瀬マキ　作曲: 川添智久

25thシングル。
15. 風
  - 作詞: 渡瀬マキ　作曲: 平川達也

30thシングル。
16. MINE ('98 LIVE VERSION)
  - 作詞: 渡瀬マキ　作曲: 平川達也

1stアルバム『LINDBERG I』収録曲。1998年のライブ音源。